# Callistus
Callistus är ett släkte av skalbaggar som beskrevs av Franco Andrea Bonelli 1809. Callistus ingår i familjen jordlöpare.
Släktet innehåller bara arten Callistus lunatus.

## Bildgalleri

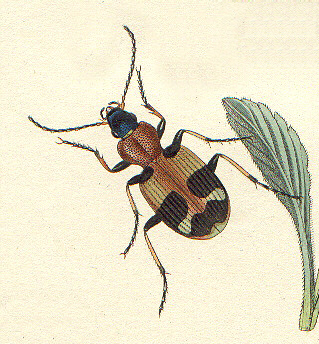
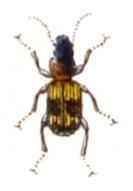
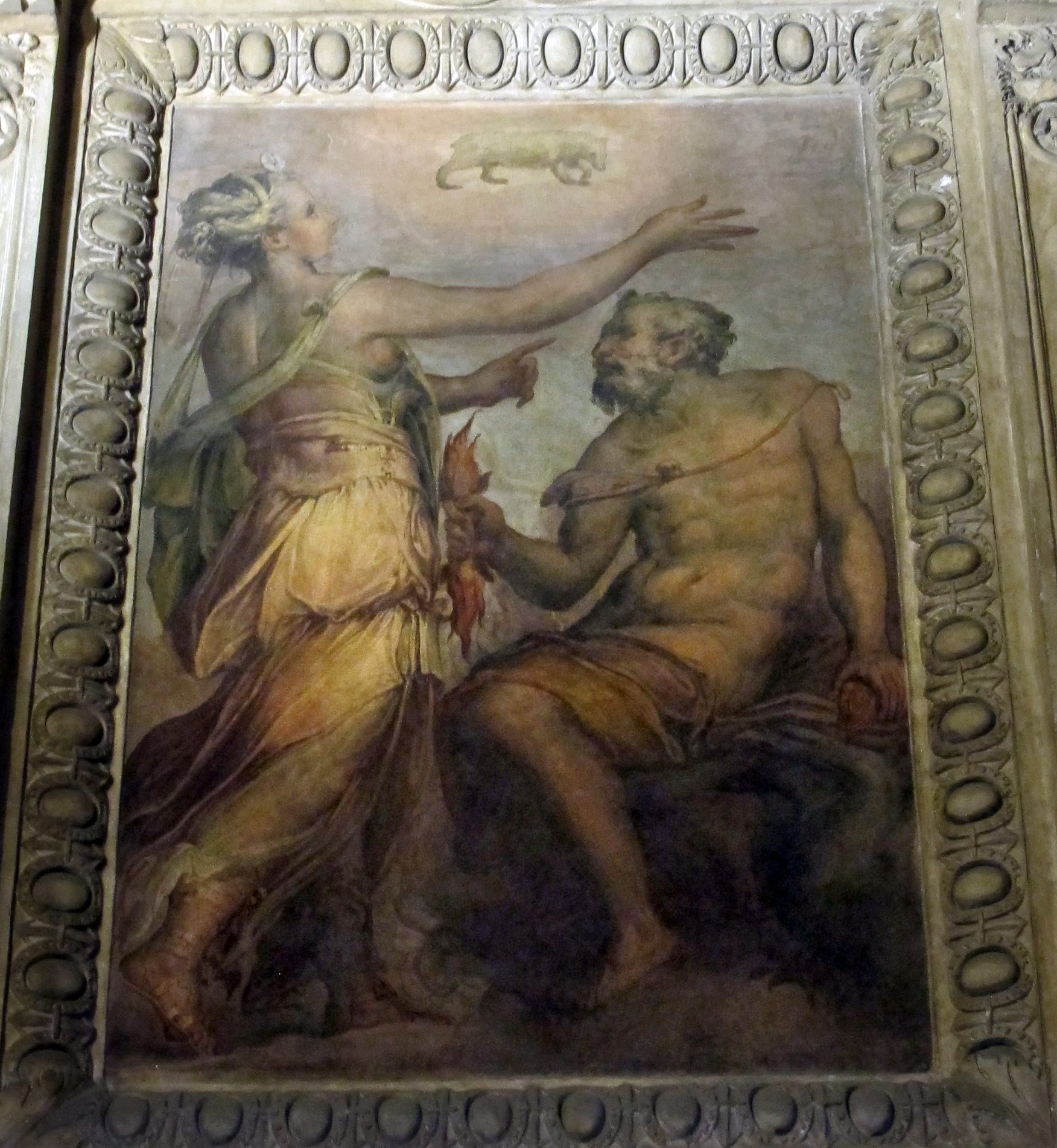
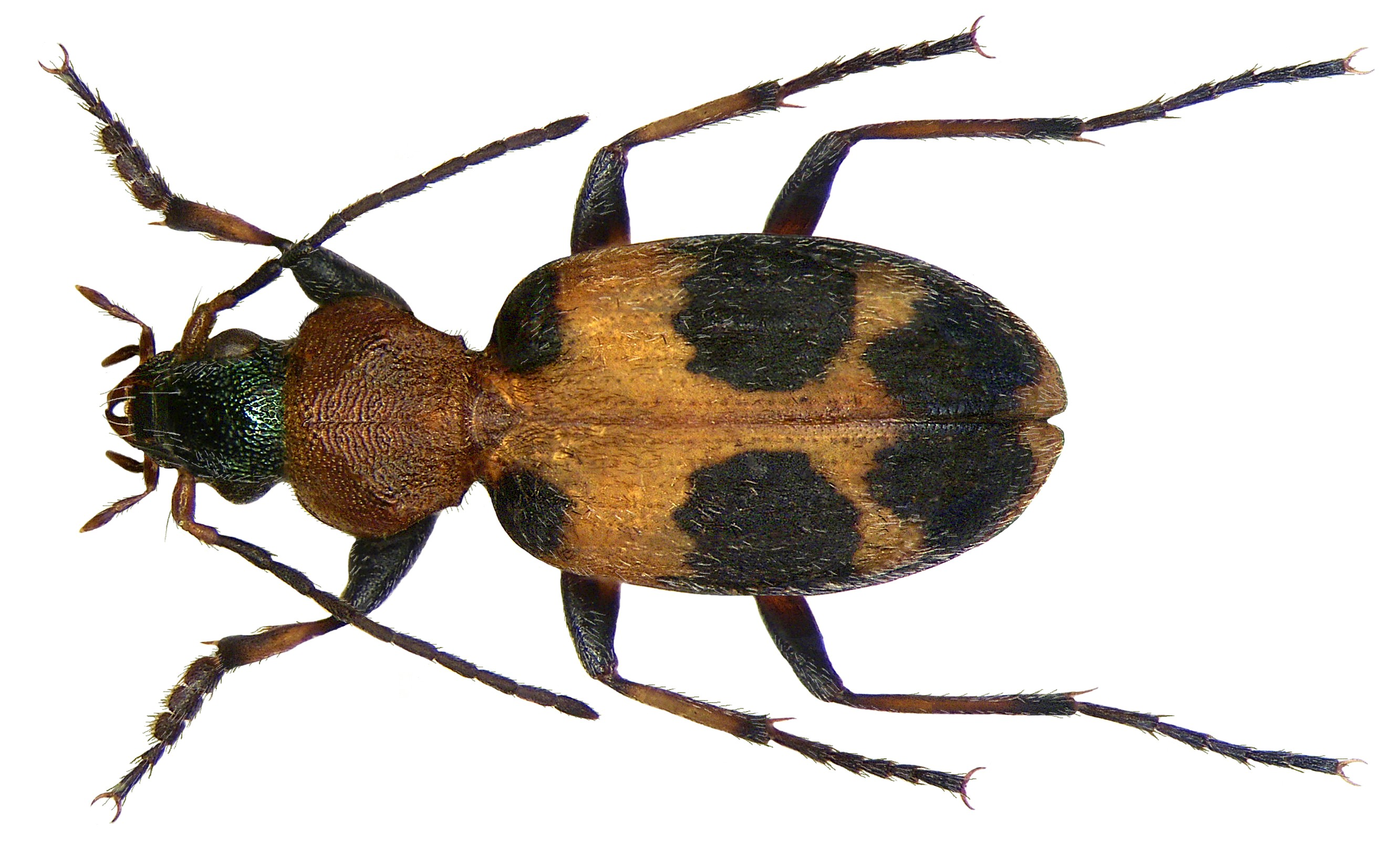
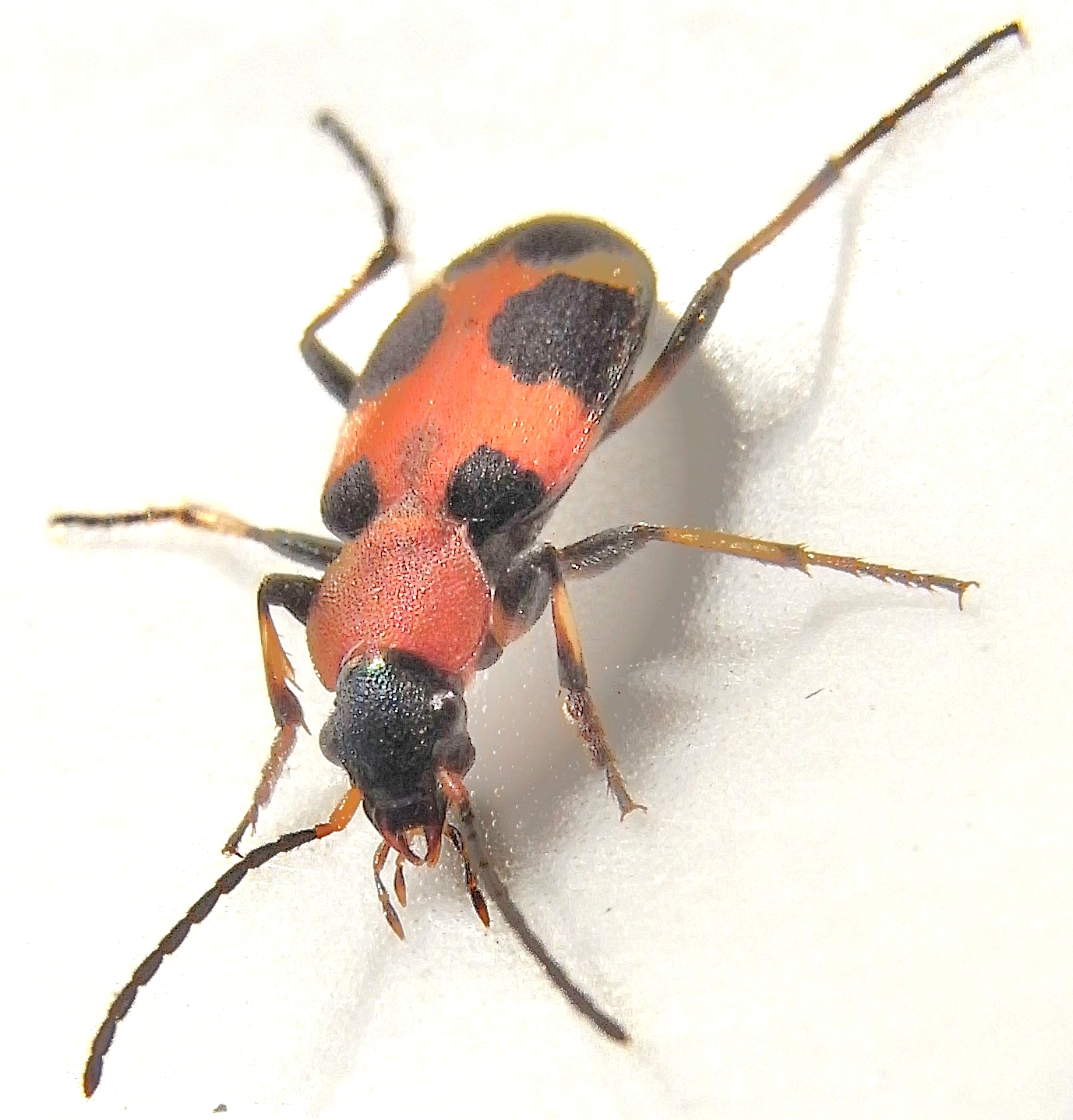
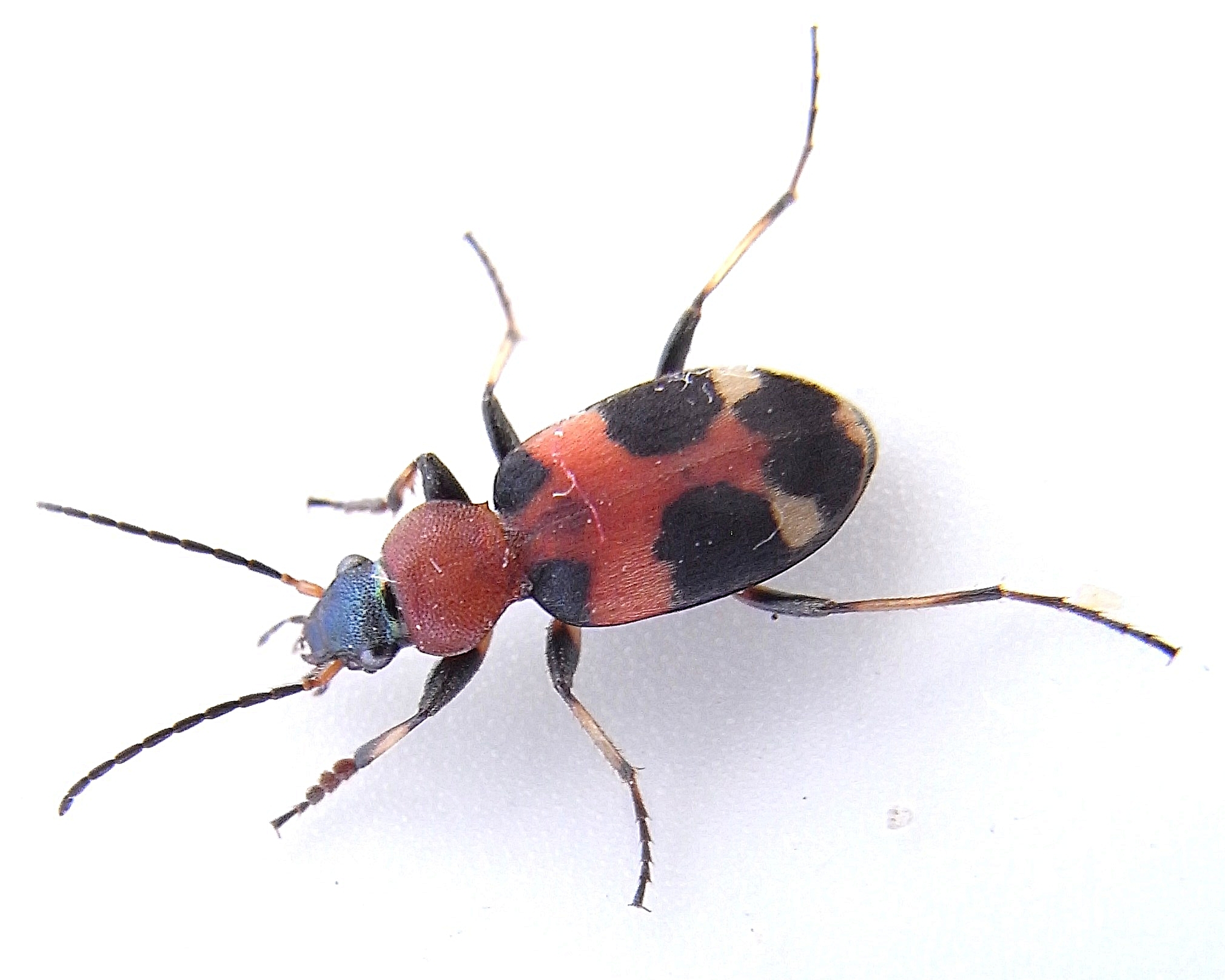